# Paúl Moreno
Paúl René Moreno Camacho (Maracaibo, Venezuela; 21 de septiembre de 1992-Maracaibo; 18 de mayo de 2017) fue un estudiante venezolano de medicina de la Universidad del Zulia (LUZ) y voluntario de la Cruz Verde, asesinado durante las protestas en Venezuela de 2017. Una de las principales avenidas de Maracaibo, capital del estado Zulia, lleva su nombre.

## Asesinato
Paúl Moreno era estudiante de quinto año de medicina en la Universidad del Zulia y fue paramédico voluntario de la Cruz Verde. El 18 de mayo de 2017, Paúl se encontraba en las inmediaciones de la avenida Fuerzas Armadas de Maracaibo, cuando el conductor de un vehículo arremetió en contra de una barricada, arrollándolo y escapando del lugar. Moreno fue trasladado al Hospital Adolfo Pons, donde falleció a los 24 años de edad.
El asesinato de Paúl Moreno fue documentado en un reporte de un panel de expertos independientes de la Organización de los Estados Americanos, considerando que podía constituir un crimen de lesa humanidad cometidos en Venezuela junto con otros asesinatos durante las protestas. En 2017 la avenida 51 de Maracaibo fue renombrada Avenida Paúl Moreno en su honor.

## Investigaciones
El 17 de noviembre de 2017, Omar Barrios, considerado como el autor intelectual de la muerte de Paúl, fue sentenciado a 19 meses de arresto domiciliario, después de lo cual gozaría de régimen de presentación cada 15 días. La sentencia firmada por la jueza encargada de la causa, Yesiré Rincón, establecía incorrectamente que Moreno murió en 2009 y no en 2017, y Rincón afirmó que no podía aplicarse el calificativo de homicidio intencional, debido a que el criterio se aprobó en 2011. La irregularidad de la sentencia fue denunciada por Carlos Moreno, hermano de Paúl, en un comunicado.